# Topias Koukkula
Topias Koukkula (* 17. April 1996) ist ein finnischer Leichtathlet, der im Weit- und Dreisprung an den Start geht.

## Sportliche Laufbahn
Erste internationale Erfahrungen sammelte Topias Koukkula im Jahr 2015, als er bei den Junioreneuropameisterschaften in Eskilstuna mit 15,55 m den achten Platz im Dreisprung belegte. 
2020 wurde Koukkula finnischer Hallenmeister im Weitsprung sowie 2022 im Dreisprung.

## Persönliche Bestleistungen
- Weitsprung: 7,62 m (+1,7 m/s), 21. Juli 2020 in Orimattila
  - Weitsprung (Halle): 7,67 m, 16. Februar 2020 in Tampere
- Dreisprung: 16,14 m (+1,1 m/s), 30. Juni 2018 in Jämsä
  - Dreisprung (Halle): 15,95 m, 11. Februar 2018 in Uppsala